# Братська могила радянських воїнів у с. Олександрівка
Братська могила радянських воїнів у селі Олександрівка Юр'ївського району Дніпропетровської області.

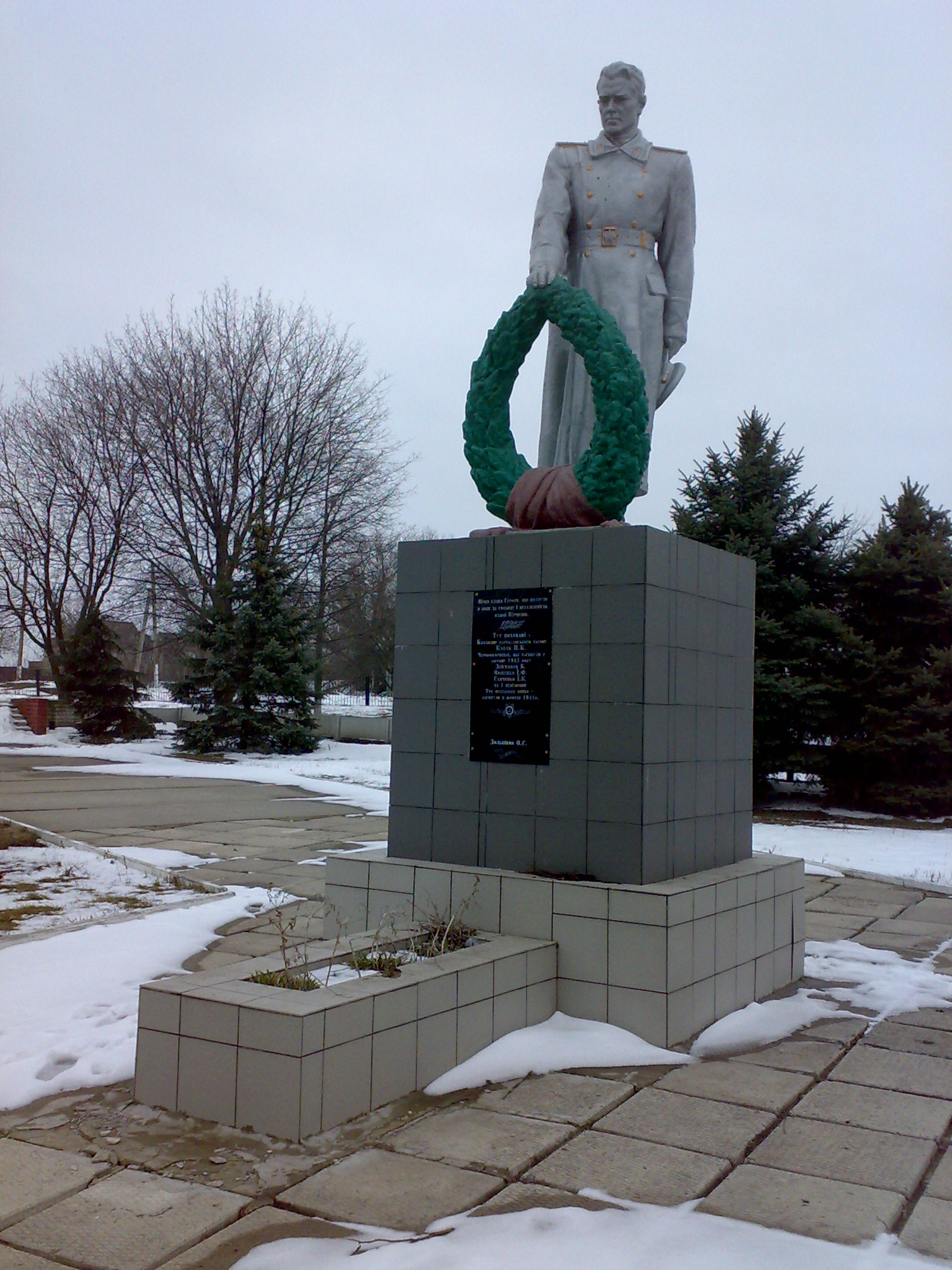
Братська могила радянських воїнів у селі Олександрівка

## Історія
Пам'ятка знаходиться в центрі села, поблизу магазину. У братській могилі поховано шість воїнів 28-ї кавалерійської дивізії шостої Армії Південно-Західного фронту, які загинули при визволенні села на початку жовтня 1941 року, і 35-ї гвардійської стрілецької дивізії, які загинули при визволенні села 17 вересня 1943 року. 1967 року було проведено перепоховання з місця боїв у дану братську могилу і тоді ж біля могили було встановлено скульптуру «Воїн з вінком». 
Напис на меморіальній дошці: «Вечная память героям, павшим в бою за свободу и независимость нашей Родины». Поховання та територія пам'ятки упорядковані. Територія пам'ятки — 11,5 × 7.0 м.

## Персоналії
1. Тіхонов О. С.
2. Васін І. П.
3. Бабич В. С.
4. Черепахін О.
5. Шумейко Є.
6. Люсін І.